# Атачай
Атачай (азерб. Ataçay) — река в Азербайджане, протекает по территории Апшеронского и Девечинского районов.

## Описание
Атачай берёт своё начало с горы Дюбрар, на высоте 1870 м. Длина реки составляет 45 км, площадь бассейна — 347 км². Впадает в Каспийское море.
Вода реки используется для орошения. Основным источником питания реки являются дождевые воды.